# Закон Паскаля

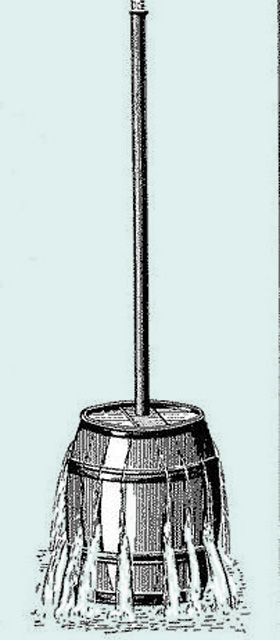
Бочка Паскаля

Закон Паскаля (основне рівняння гідростатики) — тиск на рідину в стані теплової рівноваги передається в усіх напрямках однаково.
На основі гідростатичного закону Паскаля працюють різноманітні гідравлічні пристрої: гальмівні системи, гідравлічні преси тощо.
У законі Паскаля мова йде не про тиски в різних точках гідравлічної системи, а про збурення тиску в різних точках, тому закон справедливий і для рідини в полі сили тяжіння.
У разі рухомої нестисливої рідини можна умовно говорити про справедливість закону Паскаля, бо додавання довільної сталої величини до тиску не змінює виду рівняння руху рідини (рівняння Ейлера або, якщо враховується дія в'язкості, рівняння Нав'є — Стокса), однак у цьому випадку термін закон Паскаля зазвичай не застосовується. Для стисливих рідин (газів) закон Паскаля, взагалі кажучи, несправедливий.
Ілюстрацією закону є «розірвана бочка Паскаля» (фр. crève-tonneau de Pascal) — експеримент, проведений Паскалем у 1646 році. Він вставив трубку довжиною в 10 м у наповнену водою бочку. Коли вчений додав води в трубку, збільшення тиску в бочці розірвало бочку на окремі клепки.